# Panovci
Panovci (madžarsko Úriszék, nemško Sankt Johann) so naselje v Občini Gornji Petrovci.